# Мінеральні води України

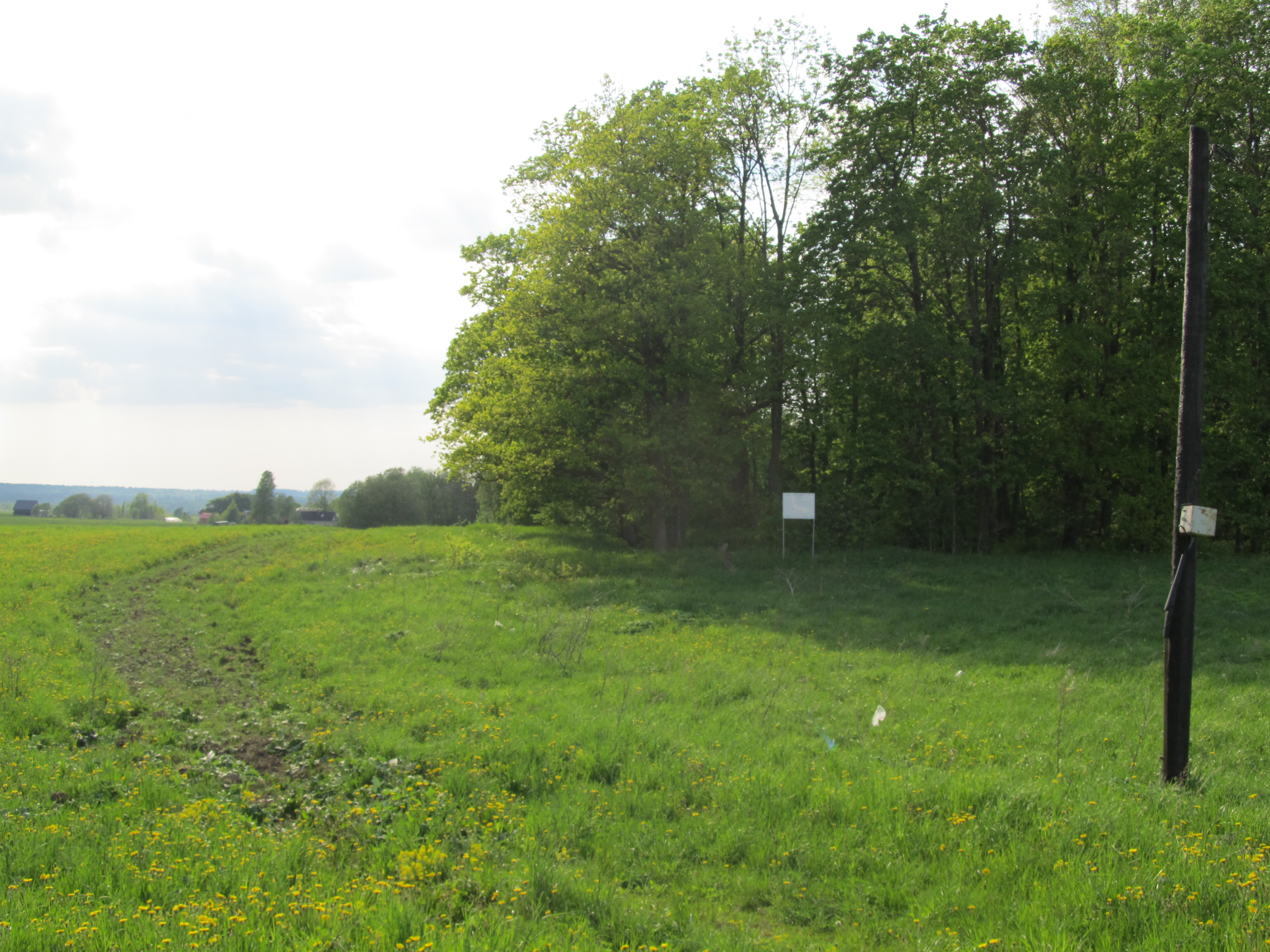
Пляшка води «Поляна Квасова»

На території України виявлено близько 500 джерел різних мінеральних вод, у тому числі в межах Українських Карпат (Нафтуся, Свалява, Поляна Квасова та ін.), Українського щита (Хмільник, Миронівка, Біла Церква та ін.), Дніпровсько-Донецької западини (Миргород).

## Регіони
- Дніпропетровщина: Лиманське (кур. «Солоний лиман», Новомосковський р-н), Нікопольське, Чаплинське, «Криворізька» [вода], «Дніпропетрівська», «Царичанська», «Знаменівська» (Новомосковськ);
- Вінниччина: Хмільницьке, родовище столових вод «Регіна» (4 джерела); Немирівське родовища мінеральних радонових вод, Бронницьке (св. № 38), Садківська (св. 128-г), Тростянчик (св. №), Козятинське (св. № 1997) родовища підземних мінеральних лікувально-столових вод.
- Донеччина: «Золотий колодязь» (Добропілля), Велико-Анадольське (радонове; Волноваха), Слов'янське;
- Житомирщина: «Житомирська» [вода];
- Закарпаття (бл. 360 джерел): Келечинське, Сойминське — Міжгірське (курорт «Верховина»), Гірськотисенське та Рахівське (с-ще Кваси, кур. «Горна Тиса», а також с-ще Кобилецька Поляна), Шаянське, «Драгівська», Свалявська група курортів (мін. води «Свалява»): Полянське (кур. «Сонячне Закарпаття», вода «Поляна Квасова»), Плосківське, Новополянське (кур. «Поляна», мінвода «Поляна–Купель»), Голубинське («Лужанська», курорт «Квітка Полонини»), Берегварське (курорт «Карпати»), Синяцьке (сульфідні), Усть-Чорнівське (Тячів), «Яворницька» …;
- Запорізька обл.: Мелітопольське (мінвода «Мелітопольська»), Приазовське, Акимівське (кур. Кирилівка), Бердянське та у Приморському р-ні;
- Івано-Франківщина: Осмолодівське (Рожнятовський р-н), Слободське і Коршевське (Коломия), Делятинське (Надвірна), Долинське (розсольні), у Придністров'ї [с-ще Більшівці, Городенка, курорт «Черче» (у тому числі сульфідні)], Завадівське (Калуш), мінводи — «Верховинська», «Перегинська», «Роксоляна», а також найвідоміша «Буркут» (Буркут Верховинського р-ну; аналог кисловодського «Нарзану»);
- Київщина: Миронівське (також у Владиславовці), Білоцерківське, у курортній місцевості Конча-Заспа, поблизу Броварів, столові мінводи — «Київська», «Оболонь», «Бориспільська», «Березаньська», «Чорнобильська» (у минулому), «Курортна», «Софія Київська», «Каліпсо»;
- на Кіровоградщині джерела радонових вод, на базі яких діє зокрема санаторій Знам'янська обласна бальнеологічна лікарня, вода «Кришталева»;
- Крим (відомо понад 100 (200) мін. джерел): Аджи-Су (поблизу Бахчисарая), Євпаторійське, Сакське («Кримська»), Паша–Тене та Феодосійське («Феодосія», «Кримський нарзан»), у курортній місцевості Мєлас (біля Форосу), Лазурне (Алушта), понад 20 груп джерел сульфідних вод на Керченському півострові, води — «Айвазовська», «Ялтинська»;
- Луганщина: Старобільське та Новопсковське, Луганське (вода «Луганська»);
- Волинь: «Незамерзаюче джерело» поблизу Маневичів;
- Львівщина (понад 100 мін. джерел): Моршинське, Трускавецьке (понад 25 мінеральних джерел 10 різновидів мінвод: «Барбара», «Марія», «Нафтуся», «Трускавецька», «Юзя»), Східницьке (курортна місцевість Східниця), Солуки, Любень-Великий та Немирівське [сульфідні (сірководневі)], Шкло (також сульфідні), мінеральні води «Олеська» та інші;
- Миколаївщина: мінеральні води здебільшого приурочені до Причерноморського артезіанського басейну (на півдні), та у межах Українського гідрогеологічного масиву (на півночі, напр. Криво-Озерське родовище) поширені радонові (у Бузькому Гарді), «Снігурівська» [вода];
- Одещина: Татарбунарське, Арцизьке, Одеське (курорт «Великий Фонтан»), Куяльник, Сергіївське (мінвода «Вікторія»), Савранське («Огруд» Слюсарєве, «Савранська джерельна»), «Великодолинський нарзан»;
- Полтавщина: Миргородське, та у Великобагачанському, Новосанжарському, Кременчуцькому, Хорольському та інших р-нах (води «Гоголівська», «Сорочинська», «Великобагачанська» «Новосанжарська», «Семенівська», «Хорольська»);
- Рівненщина: Степаньське (курорт «Горинь»), у Корецькому, Острозькому р-нах («Острозька» вода), «Червона Калина» у Жобрині та поблизу Олександрії (Рівненський р-н);
- Тернопільщина: у Теребовлянському (Конопківське, смт Микулинці), Кременецькому, Борщівському і Тернопільському р-нах, мінводи — «Тернопільська», «Медобори», «Перлина гір»;
- Харківщина: крем'янисті — Березівське (Дергачівський р-н), на курорті Рай-Оленівка та у Харкові;
- Херсонщина: різноманітні води на Сході, Північному Сході та на Арабатській Стрілці;
- Хмельниччина: Збручанське (типу «Нафтуся»), Новозбручанське, Полонське (радонові), а також у Кам'янець-Подільському і Дунаївецькому р-нах, «Кам'янець-Подільська» вода, «Оболонська-2» (з-д «Оболонь», Красилів), «Шепетовська», «Хмельницька»;
- Черкащина: Звенигородське, Баландинське (Кам'янський р-н), Тальнівське (Колодязне), води «Тальнівська» і «Черкаська» (с. Жаботин Кам'янського р-ну);
- Чернігівщина: Чернігівське (с. Ладинка; санаторій «Десна»), бішофітні води на курорті Качанівка (Ічня), вода «Поліська» (Менського р-ну);
- Буковина: Новоселицьке (с. Щербинці), Будинецьке (Сторожинецького р-ну, вода «Буковинська»), Брусницьке (у Кіцманьському р-ні, «Брусницька»), Сторожинецькому, Путильському р-нах та в околицях Чернівців, води «Зеленчанка» та «Кельменчанка»;

а також Денишівське (Житомирщина: Дениші (?) (сан. Денеші); Рівненщина: Корець, село Даничів (?)), Колодязненське (на Черкащині: біля Умані і Тальне (?); у Криму: поблизу Сімферополя або Красногвардійського (?); на Рівненщині: с-ще Березне, с. Прислуч (?); на Харківщині: біля селища Дворічна (?)) і інші.

## Використання
Мінеральні води використовують у медицині (бальнеологія, бальнеотерапія), деякі — в теплоенергетиці. У ширшому розумінні до мінеральних вод долучають також природні промислові води, з яких видобувають йод, бром, бор та інші компоненти, і термальні води, які використовуються з енергетичною метою. Порогом між прісними і мінеральними водами звичайно вважають мінералізацію 1 г/дм3.
Понад 80 джерел мінеральних вод України використовуються для 50 курортів, 20 бальнеолікарень, 40 заводів лікувально-столових вод. Найпоширеніші мінеральні води: вуглекислі, сірководневі, залізисті, йодобромні, бромні, радонові (радіоактивні).

## Протидія незаконному видобутку
18 жовтня 2024 року, як повідомила пресслужба ДБР, у межах досудового розслідування фактів незаконного видобування корисних копалин загальнодержавного значення за участі менеджерів одного з профспілкових об’єднань та інших юридичних осіб працівники ДБР провели низку процесуальних дій. За матеріалами ДБР арештовані свердловини, з яких незаконно видобували мінеральну воду на сотні мільйонів гривень. Слідство встановило, що заступник голови профспілок України у змові з керівниками низки державних та приватних санаторіїв організував незаконний видобуток мінеральної води та її комерційної реалізації. Окрім того, до оборудки були залучені кілька приватних підприємств, яким незаконно надавалися переваги щодо придбання мінеральної води, видобутої зі свердловин державних санаторіїв, її подальшого бутилювання та продажу до торгівельних мереж.